# Wildfire Games
Wildfire Games — независимый разработчик свободных компьютерных игр, изначально основан как моддинг-команда в 2001 году. Wildfire Games разрабатывает две игры в жанре стратегии в реальном времени. Также Wildfire Games разработали игровой движок Pyrogenesis использующийся в играх 0 A.D. и The Last Alliance.